# Friedmanns leeuwerik
Friedmanns leeuwerik (Mirafra pulpa) is een zangvogel uit de familie Alaudidae (leeuweriken). De Nederlandse naam verwijst naar de Amerikaanse ornitholoog Herbert Friedmann die deze vogel in 1930 wetenschappelijk heeft beschreven.

## Verspreiding en leefgebied
Deze soort komt voor in zuidwestelijk Ethiopië en noordelijk Kenia.

## Status
Er is weinig over deze vogel bekend en de soort wordt omschreven als uiterst zeldzaam. Het is onduidelijk of de populatie heel klein is of dat de vogel veel over het hoofd wordt gezien. Op de Rode lijst van de IUCN heeft deze soort daarom de status onzeker.